# 세포막 빨기
세포막 빨기 또는 패치 클램프(patch clamp) 기술은 개별 분리된 살아있는 세포, 조직 섹션 또는 세포막 패치의 이온 전류를 연구하는 데 사용되는 전기생리학의 실험실 기술이다. 이 기술은 신경 세포, 심근세포, 근육섬유, 췌장 베타 세포 등 흥분성 세포 연구에 특히 유용하며, 특별히 준비된 거대 스페로플라스트의 세균 이온 채널 연구에도 적용될 수 있다.
패치 클램핑은 전압 클램프 기술을 사용하여 수행할 수 있다. 이 경우, 세포막을 가로지르는 전압은 실험자에 의해 제어되고 결과적인 전류가 기록된다. 또는 전류 클램프 기술을 사용할 수 있다. 이 경우 막을 통과하는 전류는 실험자에 의해 제어되며 결과적인 전압 변화는 일반적으로 활동 전위의 형태로 기록된다.
에르빈 네어와 베르트 자크만은 1970년대 후반과 1980년대 초반에 패치 클램프를 개발했다. 이 발견으로 처음으로 단일 이온 채널 분자의 전류를 기록할 수 있게 되었으며, 이는 활동 전위 및 신경 활동과 같은 기본적인 세포 과정에서 채널이 관여하는 방식에 대한 이해를 향상시켰다. 네어와 자크만은 이 연구로 1991년에 노벨 생리학·의학상을 받았다.

## 같이 보기
- 생체전기
- 전기생리학